# Ульрих I (епископ Констанца)
Ульрих I фон Кибург-Диллинген (нем. Ulrich I. von Kyburg-Dillingen) — епископ Констанца в период с 1111 по 1127 годы.
Происходивший из влиятельного в Тургау дворянского рода Диллинген, Ульрих I был сыном графа Хартмана I фон Диллингена и Адельгейды фон Винтертур, дочери последнего графа Винтертура Адальберта II.
О ранней жизни Ульриха известно мало. Согласно некоторым данным, он получил духовное образование у августинцев-каноников в эльзасском аббатстве Марбах.
В 1111 году он был назначен императором Генрихом V предстоятелем констанцской епархии, однако в течение 7 лет после этого не был рукоположен в сан, и исполнял изначально свои обязанности в качестве епископа-электа. Лишь после смерти папы Пасхалия II, бывшего противником односторонних действий императора, Ульрих был посвящён в сан архиепископом Милана.
Правление Ульриха I знаменательно, в первую очередь, провозглашённой в 1123 году канонизацией Конрада Констанцского — епископа середины X века. Выбор пал на Конрада не только потому, что он был одним из первых значимых епископов епархии, но и благодаря установившемуся местному его почитанию, что побудило уже Гебхарда III перенести останки Конрада из капеллы святого Маврикия в только что освящённую епископскую церковь. Однако лишь Ульрих I взялся за канонизацию со всей энергией, и заказал своему капеллану Удальшальку написание жития Конрада (Vita Conradi), вторая книга которого содержит сведения о случаях чудесного исцеления и помощи. Наряду с письмом Ульриха папе Каликсту, это повествование, представленное Удальшальком на Первом Латеранском соборе, сыграло решающую роль в последовавшей канонизации, о чём Удальшальк написал позже в третьей книге Vita Conradi. В конце ноября 1123 года в Констанце была организована торжественная церемония, в которой приняли участие многочисленные южнонемецкие герцоги, графы, духовные лица и население города. 26 ноября, в день смерти Конрада, во время специальной церемонии мощи новоявленного святого были помещены в реликварий и выставлены для общественного почитания (вплоть до эпохи Реформации, когда мощи Конрада были утеряны).
Другими важными событиями стали строительство замка Кастель (нем. Burg Castell) в 1120 году, и основание августинского капитула Кройцлинген с реликвией Животворящего креста в 1125 году. Новый епископский замок, от которого до наших дней дошли лишь руины, расположенный всего в нескольких километрах к юго-востоку от города на старом торговом пути из Цюриха и Пфина, был призван служить, с одной стороны, убежищем на случай конфликтов с городским советом Констанца, а с другой — быть своего рода символом власти епископов в регионе (что подтверждается возведением в замке двойной капеллы). Основание Кройцлингена, в свою очередь, как и канонизация Конрада Констанцского, должно было подчеркнуть роль Констанца в качестве паломнического центра на Боденском озере.